# 1980年体育
1980年，重要國際體育賽事包括：
- 第十三屆冬季奥林匹克运动会：2月13日至2月24日於美国普莱西德湖舉行
- 第二十二屆夏季奧林匹克運動會；7月19日至8月3日於蘇聯莫斯科舉行
- 第二屆大洋洲國家盃；於2月24日至3月3日在新喀里多尼亞首府那烏米雅舉行

## 大事記
- 1980年台灣棒運在台灣棒球維基館上的頁面（繁體中文）
- 卡尔·海因茨·鲁梅尼格當選為德國足球先生。
- 王貞治宣佈退休。

### 1月至3月
- 2月24日至3月3日——運動會——第二屆大洋洲國家盃在新喀里多尼亞首府那烏米雅舉行。

### 4月至6月
- 5月3日——MLB——遊騎兵隊的投手Ferguson Jenkins在主場Arlington Stadium率隊以3：2擊敗金鶯隊，成為史上第4位在兩個聯盟都拿到100勝的投手；前3個投手分別是Cy Young、 Jim Bunning和Gaylord Perry。
- 5月3日——MLB——巨人隊的Willie McCovey從博覽會隊投手Scott Sanderson手中打出生涯第521號全壘打，同時也是他生涯最後一支全壘打，和Ted Williams並列，這場比賽巨人隊以3：2獲勝。McCovey在1986年進入名人堂。
- 5月3日——田徑——王榮華在洛杉磯的大學對抗賽中以1:47:24的成績刷新台灣男子800公尺的紀錄。

### 7月至9月
- 7月19日——運動會——第22届奥运会在苏联莫斯科举行。为抗议苏联入侵阿富汗，许多国家（包括美國）抵制了本屆奧運會。
- 9月5日——MLB——因為健康考量，George Bamberger宣布將在明日（9月6日）對遊騎兵隊時辭去釀酒人隊總教練一職，而將由Buck Rogers接任。
- 9月19日——MLB——老虎隊在主場正式退休 Al Kaline 的球衣背號。 Kaline 成為老虎隊史第一位退休背號的選手。這位身穿6號球衣的名人堂選手，從1953年到1974年間固守老虎的外野防區，生涯共擊出3007支安打以及399支全壘打。
- 9月19日——MLB——紅人隊靠著前兩局打下8分，以10:7擊敗道奇隊。 Johnny Bench 從 Jerry Reuss 手中擊出滿貫全壘打，這也是 Reuss本季被打的第9支滿貫全壘打，創下國聯新紀錄。此外道奇的史蒂夫·賈維和Ron Cey各擊出一支陽春全壘打。

## 網球
- 澳大利亞網球公開賽男子單打冠軍：布赖恩·蒂彻
- 澳大利亞網球公開賽女子單打冠軍：曼德立科娃
- 法國網球公開賽男子單打冠軍：比约恩·博里
- 法國網球公開賽女子單打冠軍：埃弗特
- 溫布頓網球錦標賽男子單打冠軍：比约恩·博里
- 溫布頓網球錦標賽女子單打冠軍：
- 美國網球公開賽男子單打冠軍：麦肯罗
- 美國網球公開賽女子單打冠軍：埃弗特

## 足球
- 卡尔·海因茨·鲁梅尼格當選為德國足球先生。
- 丰田杯足球赛比赛的地点固定在日本東京的東京國立競技場。

## 籃球

### NBA
- NBA明星賽期間，NBA聯盟所有擁有者就要投票承認新的球隊加入。小牛隊繳付了1200萬美元參加費後，小牛隊就獲准在1980-81 NBA賽季中參與。
- NBA35週年的紀念活動中，傑里·韋斯特入選NBA歷史最佳陣容。

## 棒球

### 台灣棒壇
- 1980年台灣棒運在台灣棒球維基館上的頁面（繁體中文）
- 榮工少棒、美和青少棒都拿到世界冠軍。
- 謝國城逝世，由林鳳麟擔任中華民國棒球協會暫代理事長。

### MLB
- Al Kaline、Chuck Klein、Duke Snider、Tom Yawkey入選名人堂。

### 日本職棒
- 王貞治宣佈退休。
- 高英傑、李來發加入日本職棒南海鷹隊。

## 得獎

### 中国体育劳伦斯奖第二届（1980年）十佳名单
1. 陈肖霞，女子跳水（广东）
2. 郎平，女子排球（北京）
3. 梁伟芬，女子游泳（广东）
4. 郭跃华，男子乒乓球（福建）
5. 吴树德，男子举重（广西）
6. 容志行，男子足球（广东）
7. 李月久，男子体操（辽宁）
8. 李翠玲，女子体操（内蒙古）
9. 韩健，男子羽毛球（辽宁）
10. 邹振先，男子田径（辽宁）

## 出生
参见： 1980年出生

### 1月至3月
- 2月26日——方力申，前香港游泳代表隊成員，於香港擁有多項游泳紀錄，現為香港歌手及演員。
- 3月21日——羅納爾迪尼奧，巴西足球選手。
- 3月31日——王建民，台灣旅美棒球選手。

### 4月至6月
- 5月6日——張誌家，台灣旅日棒球選手。

### 7月至9月
- 7月1日——陳信安，台灣籃球選手。
- 9月12日——姚明，中國籃球選手。
- 9月13日——松坂大輔（まつざか だいすけ），日本職業棒球選手。

### 9月至12月
- 10月5日——田臥勇太，日本籃球選手。
- 10月10日——李國慶是職業棒球運動員，目前效力中華職棒興農牛隊。
- 10月22日——莊宏亮，台灣職棒選手。

## 逝世
参见： 1980年逝世